# William Watson

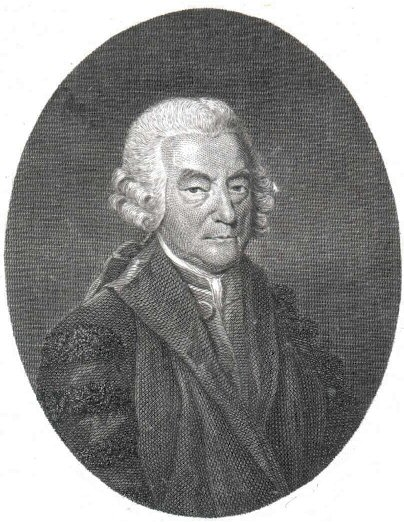
William Watson

William Watson (Londen, 3 april 1715 – aldaar, 10 mei 1787) was een Engelse botanicus en arts, maar hij werd vooral bekend door zijn werk op het gebied van de elektriciteit.
In het begin van zijn carrière propageerde hij het systeem van Carl Linnaeus in Engeland.
In 1746 bestreek hij de binnen- en buitenkant van de Leidse fles (uitgevonden door Pieter van Musschenbroek) met lood, waardoor de capaciteit werd vergroot. Ook observeerde hij als eerste een lichtflits in de Leidse fles. Hij stelde ook vast dat elektriciteit door een vacuüm kon stromen en hij stelde vast dat er een positieve en een negatieve component van elektriciteit was. Een andere ontdekking van hem was dat elektriciteit kan stromen, maar niet worden gemaakt of vernietigd.
In 1747 deed hij een experiment om de snelheid van elektriciteit te bepalen. Algemeen werd aangenomen dat elektriciteit sneller was dan geluid. Met een draad van 6,4 km stelde hij vast dat er nauwelijks tijdverschil vastgesteld kon worden aan beide uiteinden van de draad. Wel stelde hij een mate van weerstand vast. Vooral Benjamin Franklin werkte verder aan de theorie rondom elektriciteit, met Watson als een van zijn belangrijkste supporters.
Hij werd lid van de Royal Society in 1741 en vicepresident daarvan in 1772. In 1745 kreeg hij de Copley Medal. De Botanical Society of the British Isles heeft het botanische tijdschrift Watsonia naar hem vernoemd.